# Championnat de Bosnie-Herzégovine de football
Le championnat de Bosnie-Herzégovine de football (WWIN Liga BiH) a été créé en 1992 mais ne sera joué dans tout le pays qu'en 2002-2003. Entre 1997 et 2002, trois championnats étaient disputés : un pour les Serbes, un pour les Croates et un autre pour les Musulmans. Cette rivalité se retrouve dans les blasons des équipes avec l'utilisation du damier rouge et blanc pour les Croates, de la fleur de lys pour les Musulmans et de l'alphabet cyrillique pour les Serbes.

## Histoire
Le football a été introduit en Bosnie-Herzégovine au début du XXe siècle, notamment à Mostar en 1905. Des villes comme Sarajevo, Banja Luka, Tuzla, Zenica et Bihać ont rapidement suivi, adoptant ce sport sous l'autorité austro-hongroise. Un championnat officiel a été créé en 1908, bien que celui-ci soit morcelé et disputé sur différents territoires.
Avant l'indépendance, les clubs bosniens participaient au système de ligues yougoslave. Des équipes comme le FK Sarajevo, le Željezničar Sarajevo et le Velež Mostar ont connu du succès dans le championnat yougoslave, remportant plusieurs titres nationaux.
En 2000, une première tentative d'unification a eu lieu avec la création de la Premijer Liga, incluant des clubs de la fédération de Bosnie-Herzégovine. Ce n'est qu'en 2002 que les clubs de la république serbe de Bosnie ont rejoint la ligue, aboutissant à un championnat véritablement national. Depuis lors, la Premijer Liga représente le plus haut niveau du football bosnien, avec des clubs de toutes les régions du pays.
Actuellement, la Premijer Liga compte 10 équipes. Les clubs s'affrontent en matches aller-retour, totalisant 22 journées. À l'issue de la saison régulière, le championnat se divise en deux groupes : les six premiers disputent les play-offs pour le titre, tandis que les six derniers jouent les play-downs pour éviter la relégation. Les deux équipes les moins performantes sont reléguées dans les divisions inférieures, remplacées par les champions des ligues de la fédération de Bosnie-Herzégovine et de la république serbe de Bosnie.
Le HŠK Zrinjski Mostar est le club le plus titré du championnat, avec huit titres à son actif. D'autres clubs notables incluent le FK Sarajevo et le FK Željezničar, chacun ayant remporté plusieurs championnats. Sur la scène européenne, les clubs bosniens peinent à dépasser les phases qualificatives des compétitions de l'UEFA, en raison notamment de ressources financières limitées et d'une concurrence accrue.

Le football bosnien continue de faire face à des défis, notamment en termes d'infrastructures, de financement et de développement des jeunes talents. Cependant, des initiatives récentes visent à améliorer ces aspects, avec un accent sur la formation des jeunes joueurs et la modernisation des stades. La qualification de l'équipe nationale pour la Coupe du monde 2014 a également contribué à raviver l'intérêt pour le football dans le pays.

## Structure du championnat
| Niveau | Ligue(s)/Division(s) | Ligue(s)/Division(s) | Ligue(s)/Division(s) | Ligue(s)/Division(s) | Ligue(s)/Division(s) | Ligue(s)/Division(s) | Ligue(s)/Division(s) |
| ------ | --- | --- | --- | --- | --- | --- | --- |
| 1      | Championnat de Bosnie-Herzégovine 12 clubs | Championnat de Bosnie-Herzégovine 12 clubs | Championnat de Bosnie-Herzégovine 12 clubs | Championnat de Bosnie-Herzégovine 12 clubs | Championnat de Bosnie-Herzégovine 12 clubs | Championnat de Bosnie-Herzégovine 12 clubs | Championnat de Bosnie-Herzégovine 12 clubs |
| 2      | Première ligue de la fédération de Bosnie-Herzégovine 16 clubs | Première ligue de la fédération de Bosnie-Herzégovine 16 clubs | Première ligue de la fédération de Bosnie-Herzégovine 16 clubs | Première ligue de la fédération de Bosnie-Herzégovine 16 clubs | Première ligue de la République serbe 18 clubs | Première ligue de la République serbe 18 clubs | Première ligue de la République serbe 18 clubs |
| 3      | Deuxième division de la FBH - Nord 16 clubs | Deuxième division de la FBH - Centre 16 clubs | Deuxième division de la FBH - Sud 16 clubs | Deuxième division de la FBH - Ouest 16 clubs | Deuxième division de la RS - Ouest 16 clubs | Deuxième division de la RS - Centre 16 clubs | Deuxième division de la RS - Sud 14 clubs |
| 4      | Fédération de Bosnie-Herzégovine : Ligue du canton de Sarajevo Première ligue du canton de Tuzla Ligue du canton de Zenica-Doboj Ligue du canton de Una-Sana Ligue du canton de Herzégovine-Neretva Ligue inter-canton Livno-Herzégovine-ouest Première ligue du canton de Posavina Ligue du canton de Bosnie centrale Ligue du canton de Podrinje République serbe : Ligue régionale de Prijedor Ligue régionale de Gradiška Ligue régionale de Banja Luka Ligue régionale de Doboj Ligue régionale de Bijeljina Ligue régionale de Istočno Sarajevo                                                          | Fédération de Bosnie-Herzégovine : Ligue du canton de Sarajevo Première ligue du canton de Tuzla Ligue du canton de Zenica-Doboj Ligue du canton de Una-Sana Ligue du canton de Herzégovine-Neretva Ligue inter-canton Livno-Herzégovine-ouest Première ligue du canton de Posavina Ligue du canton de Bosnie centrale Ligue du canton de Podrinje République serbe : Ligue régionale de Prijedor Ligue régionale de Gradiška Ligue régionale de Banja Luka Ligue régionale de Doboj Ligue régionale de Bijeljina Ligue régionale de Istočno Sarajevo                                                          | Fédération de Bosnie-Herzégovine : Ligue du canton de Sarajevo Première ligue du canton de Tuzla Ligue du canton de Zenica-Doboj Ligue du canton de Una-Sana Ligue du canton de Herzégovine-Neretva Ligue inter-canton Livno-Herzégovine-ouest Première ligue du canton de Posavina Ligue du canton de Bosnie centrale Ligue du canton de Podrinje République serbe : Ligue régionale de Prijedor Ligue régionale de Gradiška Ligue régionale de Banja Luka Ligue régionale de Doboj Ligue régionale de Bijeljina Ligue régionale de Istočno Sarajevo                                                          | Fédération de Bosnie-Herzégovine : Ligue du canton de Sarajevo Première ligue du canton de Tuzla Ligue du canton de Zenica-Doboj Ligue du canton de Una-Sana Ligue du canton de Herzégovine-Neretva Ligue inter-canton Livno-Herzégovine-ouest Première ligue du canton de Posavina Ligue du canton de Bosnie centrale Ligue du canton de Podrinje République serbe : Ligue régionale de Prijedor Ligue régionale de Gradiška Ligue régionale de Banja Luka Ligue régionale de Doboj Ligue régionale de Bijeljina Ligue régionale de Istočno Sarajevo                                                          | Fédération de Bosnie-Herzégovine : Ligue du canton de Sarajevo Première ligue du canton de Tuzla Ligue du canton de Zenica-Doboj Ligue du canton de Una-Sana Ligue du canton de Herzégovine-Neretva Ligue inter-canton Livno-Herzégovine-ouest Première ligue du canton de Posavina Ligue du canton de Bosnie centrale Ligue du canton de Podrinje République serbe : Ligue régionale de Prijedor Ligue régionale de Gradiška Ligue régionale de Banja Luka Ligue régionale de Doboj Ligue régionale de Bijeljina Ligue régionale de Istočno Sarajevo                                                          | Fédération de Bosnie-Herzégovine : Ligue du canton de Sarajevo Première ligue du canton de Tuzla Ligue du canton de Zenica-Doboj Ligue du canton de Una-Sana Ligue du canton de Herzégovine-Neretva Ligue inter-canton Livno-Herzégovine-ouest Première ligue du canton de Posavina Ligue du canton de Bosnie centrale Ligue du canton de Podrinje République serbe : Ligue régionale de Prijedor Ligue régionale de Gradiška Ligue régionale de Banja Luka Ligue régionale de Doboj Ligue régionale de Bijeljina Ligue régionale de Istočno Sarajevo                                                          | Fédération de Bosnie-Herzégovine : Ligue du canton de Sarajevo Première ligue du canton de Tuzla Ligue du canton de Zenica-Doboj Ligue du canton de Una-Sana Ligue du canton de Herzégovine-Neretva Ligue inter-canton Livno-Herzégovine-ouest Première ligue du canton de Posavina Ligue du canton de Bosnie centrale Ligue du canton de Podrinje République serbe : Ligue régionale de Prijedor Ligue régionale de Gradiška Ligue régionale de Banja Luka Ligue régionale de Doboj Ligue régionale de Bijeljina Ligue régionale de Istočno Sarajevo                                                          |
| -      | Autres ligues: Première division du district de Brčko Deuxième division du canton de Tuzla-Ouest Deuxième division du canton de Tuzla-Nord Deuxième division du canton de Tuzla-Sud Division intermunicipale de Gradiška Division intermunicipale de Banja Luka Division intermunicipale de Prijedor Division intermunicipale de Doboj Division intermunicipale Lukavac/Srebrenik Premier championnat municipal de Bijeljina Second championnat municipal de Bijeljina Division municipale de Prnjavor Division municipale d'Ugljevik Division municipale de Zavidovići Deuxième division du district de Brčko | Autres ligues: Première division du district de Brčko Deuxième division du canton de Tuzla-Ouest Deuxième division du canton de Tuzla-Nord Deuxième division du canton de Tuzla-Sud Division intermunicipale de Gradiška Division intermunicipale de Banja Luka Division intermunicipale de Prijedor Division intermunicipale de Doboj Division intermunicipale Lukavac/Srebrenik Premier championnat municipal de Bijeljina Second championnat municipal de Bijeljina Division municipale de Prnjavor Division municipale d'Ugljevik Division municipale de Zavidovići Deuxième division du district de Brčko | Autres ligues: Première division du district de Brčko Deuxième division du canton de Tuzla-Ouest Deuxième division du canton de Tuzla-Nord Deuxième division du canton de Tuzla-Sud Division intermunicipale de Gradiška Division intermunicipale de Banja Luka Division intermunicipale de Prijedor Division intermunicipale de Doboj Division intermunicipale Lukavac/Srebrenik Premier championnat municipal de Bijeljina Second championnat municipal de Bijeljina Division municipale de Prnjavor Division municipale d'Ugljevik Division municipale de Zavidovići Deuxième division du district de Brčko | Autres ligues: Première division du district de Brčko Deuxième division du canton de Tuzla-Ouest Deuxième division du canton de Tuzla-Nord Deuxième division du canton de Tuzla-Sud Division intermunicipale de Gradiška Division intermunicipale de Banja Luka Division intermunicipale de Prijedor Division intermunicipale de Doboj Division intermunicipale Lukavac/Srebrenik Premier championnat municipal de Bijeljina Second championnat municipal de Bijeljina Division municipale de Prnjavor Division municipale d'Ugljevik Division municipale de Zavidovići Deuxième division du district de Brčko | Autres ligues: Première division du district de Brčko Deuxième division du canton de Tuzla-Ouest Deuxième division du canton de Tuzla-Nord Deuxième division du canton de Tuzla-Sud Division intermunicipale de Gradiška Division intermunicipale de Banja Luka Division intermunicipale de Prijedor Division intermunicipale de Doboj Division intermunicipale Lukavac/Srebrenik Premier championnat municipal de Bijeljina Second championnat municipal de Bijeljina Division municipale de Prnjavor Division municipale d'Ugljevik Division municipale de Zavidovići Deuxième division du district de Brčko | Autres ligues: Première division du district de Brčko Deuxième division du canton de Tuzla-Ouest Deuxième division du canton de Tuzla-Nord Deuxième division du canton de Tuzla-Sud Division intermunicipale de Gradiška Division intermunicipale de Banja Luka Division intermunicipale de Prijedor Division intermunicipale de Doboj Division intermunicipale Lukavac/Srebrenik Premier championnat municipal de Bijeljina Second championnat municipal de Bijeljina Division municipale de Prnjavor Division municipale d'Ugljevik Division municipale de Zavidovići Deuxième division du district de Brčko | Autres ligues: Première division du district de Brčko Deuxième division du canton de Tuzla-Ouest Deuxième division du canton de Tuzla-Nord Deuxième division du canton de Tuzla-Sud Division intermunicipale de Gradiška Division intermunicipale de Banja Luka Division intermunicipale de Prijedor Division intermunicipale de Doboj Division intermunicipale Lukavac/Srebrenik Premier championnat municipal de Bijeljina Second championnat municipal de Bijeljina Division municipale de Prnjavor Division municipale d'Ugljevik Division municipale de Zavidovići Deuxième division du district de Brčko |

## Palmarès de la première division
| Saison    | Champion                | Vice-champion           |
| --------- | ----------------------- | ----------------------- |
| 1994-1995 | NK Celik Zenica         | FK Sarajevo             |
| 1995-1996 | NK Celik Zenica         | FK Radnički Lukavac     |
| 1996-1997 | NK Celik Zenica         | FK Sarajevo             |
| 1997-1998 | Željezničar Sarajevo    | FK Sarajevo             |
| 1998-1999 | FK Sarajevo             | NK Bosna Visoko         |
| 1999-2000 | NK Brotnjo              | FK Budućnost Banovići   |
| 2000-2001 | Željezničar Sarajevo    | NK Brotnjo              |
| 2001-2002 | Željezničar Sarajevo    | NK Široki Brijeg        |
| 2002-2003 | FK Leotar Trebinje      | Željezničar Sarajevo    |
| 2003-2004 | NK Široki Brijeg        | Željezničar Sarajevo    |
| 2004-2005 | HŠK Zrinjski Mostar     | Željezničar Sarajevo    |
| 2005-2006 | NK Široki Brijeg        | FK Sarajevo             |
| 2006-2007 | FK Sarajevo             | HŠK Zrinjski Mostar     |
| 2007-2008 | FK Modrica              | NK Široki Brijeg        |
| 2008-2009 | HŠK Zrinjski Mostar     | FK Slavija Lukavica     |
| 2009-2010 | Željezničar Sarajevo    | NK Široki Brijeg        |
| 2010-2011 | FK Borac Banja Luka     | FK Sarajevo             |
| 2011-2012 | FK Željezničar Sarajevo | NK Široki Brijeg        |
| 2012-2013 | FK Željezničar Sarajevo | FK Sarajevo             |
| 2013-2014 | HŠK Zrinjski Mostar     | NK Široki Brijeg        |
| 2014-2015 | FK Sarajevo             | FK Željezničar Sarajevo |
| 2015-2016 | HŠK Zrinjski Mostar     | FK Sloboda Tuzla        |
| 2016-2017 | HŠK Zrinjski Mostar     | FK Željezničar Sarajevo |
| 2017-2018 | HŠK Zrinjski Mostar     | FK Željezničar Sarajevo |
| 2018-2019 | FK Sarajevo             | HŠK Zrinjski Mostar     |
| 2019-2020 | FK Sarajevo             | FK Željezničar Sarajevo |
| 2020-2021 | FK Borac Banja Luka     | FK Sarajevo             |
| 2021-2022 | HŠK Zrinjski Mostar     | FK Tuzla City           |
| 2022-2023 | HŠK Zrinjski Mostar     | FK Borac Banja Luka     |
| 2023-2024 | FK Borac Banja Luka     | HŠK Zrinjski Mostar     |
| 2024-2025 | HŠK Zrinjski Mostar     | FK Borac Banja Luka     |

## Bilan

### Bilan par club
| Rang | Clubs               | Titres | Années                                               |
| ---- | ------------------- | ------ | ---------------------------------------------------- |
| 1    | HŠK Zrinjski Mostar | 9      | 2005, 2009, 2014, 2016, 2017, 2018, 2022, 2023, 2025 |
| 2    | FK Željezničar      | 6      | 1998, 2001, 2002, 2010, 2012, 2013                   |
| 3    | FK Sarajevo         | 5      | 1999, 2007, 2015, 2019, 2020                         |
| 4    | NK Celik Zenica     | 3      | 1995, 1996, 1997                                     |
| 4    | FK Borac Banja Luka | 3      | 2011, 2021, 2024                                     |
| 6    | NK Široki Brijeg    | 2      | 2004, 2006                                           |
| 7    | NK Brotnjo          | 1      | 2000                                                 |
| 7    | FK Leotar           | 1      | 2003                                                 |
| 7    | FK Modrica          | 1      | 2008                                                 |

### Bilan par ville
| Ville         | Titres | Clubs vainqueurs                    |
| ------------- | ------ | ----------------------------------- |
| Sarajevo      | 11     | FK Željezničar (6), FK Sarajevo (5) |
| Mostar        | 8      | HŠK Zrinjski (8)                    |
| Banja Luka    | 3      | FK Borac Banja Luka (3)             |
| Zenica        | 3      | NK Celik (3)                        |
| Široki Brijeg | 2      | NK Široki Brijeg (2)                |
| Modriča       | 1      | FK Modriča (1)                      |
| Trebinje      | 1      | FK Leotar (1)                       |
| Čitluk        | 1      | NK Brotnjo (1)                      |

## Compétitions européennes

### Classement du championnat
Le tableau ci-dessous récapitule le classement de la Bosnie-Herzégovine au coefficient UEFA depuis 1999. Ce coefficient par nation est utilisé pour attribuer à chaque pays un nombre de places pour les compétitions européennes ainsi que les tours auxquels les clubs doivent entrer dans la compétition.
| 1999 | 2000 | 2001 | 2002 | 2003 | 2004 | 2005 | 2006 | 2007 | 2008 | 2009 | 2010 | 2011 | 2012 | 2013 | 2014 | 2015 | 2016 | 2017 | 2018 | 2019 | 2020 | 2021 | 2022 | 2023 | 2024 | 2025 |
| ---- | ---- | ---- | ---- | ---- | ---- | ---- | ---- | ---- | ---- | ---- | ---- | ---- | ---- | ---- | ---- | ---- | ---- | ---- | ---- | ---- | ---- | ---- | ---- | ---- | ---- | ---- |
| 49   | 49   | 46   | 42   | 34   | 33   | 30   | 30   | 30   | 32   | 34   | 31   | 29   | 32   | 34   | 35   | 37   | 38   | 39   | 40   | 40   | 40   | 36   | 35   | 41   | 39   | 34   |

Le tableau suivant affiche le coefficient actuel du championnat bosnien.
| Rang | Pays               | 2020-2021 | 2021-2022 | 2022-2023 | 2023-2024 | 2024-2025 | Coefficient |
| ---- | ------------------ | --------- | --------- | --------- | --------- | --------- | ----------- |
| 32   | Moldavie           | 1,375     | 5,250     | 3,750     | 2,000     | 2,000     | 14,500      |
| 33   | Islande            | 0,625     | 1,500     | 3,000     | 3,833     | 4,562     | 13,520      |
| 34   | Bosnie-Herzégovine | 2,625     | 1,625     | 2,000     | 2,250     | 4,531     | 13,031      |
| 35   | Arménie            | 1,375     | 1,875     | 2,375     | 2,250     | 4,375     | 12,250      |
| 36   | Lettonie           | 1,375     | 2,625     | 2,750     | 1,625     | 3,875     | 12,250      |

### Coefficient des clubs
| Rang | Club             | 2020-2021 | 2021-2022 | 2022-2023 | 2023-2024 | 2024-2025 | Coefficient |
| ---- | ---------------- | --------- | --------- | --------- | --------- | --------- | ----------- |
| 121  | Borac Banja Luka | 1,500     | 1,500     | 1,000     | 1,500     | 8,125     | 13,625      |
| 152  | Zrinjski Mostar  | 2,000     | -         | 2,500     | 3,000     | 2,500     | 10,000      |
| 252  | FK Sarajevo      | 2,500     | 1,000     | -         | 1,000     | 1,500     | 6,000       |
| 310  | Velež Mostar     | -         | 2,000     | 1,500     | -         | 1,000     | 4,500       |